# Erzhausen
Erzhausen è un comune tedesco di 8 153 abitanti, situato nel Land dell'Assia.